# مانیزان (خنداب)
مانیزان، روستایی از توابع بخش قره‌چای شهرستان خنداب در استان مرکزی ایران است..

## جمعیت
این روستا در دهستان اناج قرار دارد و براساس سرشماری مرکز آمار ایران در سال ۱۳۸۵، جمعیت آن ۱٬۲۶۵ نفر (۳۳۱خانوار) بوده‌است.